# Jöns Franzén
Jöns Franzén, född 28 februari 1856 i Hurva socken, Malmöhus län, död 16 maj 1935 i Matteus församling, Stockholm, var en svensk pedagog och ämbetsman.
Franzén var lärare vid Lunds folkskolor 1877–1905 och samtidigt lärare i slöjd vid Folkskoleseminariet i Lund 1888–1905, 1906 folkskoleinspektör i Södermanland, 1913 extra byråchef i Ecklesiastikdepartementet och kansliråd där 1918–1923. Franzén var sekreterare, senare ordförande i Folkskoleundervisningskommittén Om spridande av kunskaper om könssjukdomarnas natur och smittofarlighet; ledamot av centralstyrelsen för Sveriges allmänna folkskollärareförening 1896–1915; samt sekretetare i nämnda förenings pedagogiska litteratursällskap och redaktör för dess pedagogiska skrifter. Franzén var även redaktör för Svensk läraretidning 1923–1929.
Franzén blev tidigt intresserad för barnpsykologiska undersökningar och har i tal och skrift behandlat aktuella skolfrågor. Bland Franzéns skrifter märks Om slöjden som uppfostringsmedel (1888) och Sveriges allmänna folkskollärarförening 1880–1930. Minnesskrift (1930). Han är gravsatt i Gustav Vasa kyrkas kolumbarium i Stockholm.

## Utmärkelser
- Kommendör av andra klassen av Vasaorden, 25 november 1922.[1]
- Riddare av Nordstjärneorden, 1916.[2]